# Carrillo (apellido)
Carrillo es un apellido hispánico (y como tal llevado por cristianos, judíos sefardíes, moriscos y mestizos varios, tanto nobles como plebeyos) de origen castellano. Antiguo linaje de señores de behetría y caballeros, cuyo solar se hallaba en las merindades y en la ciudad de Burgos, de donde pasó al resto de la Corona de Castilla, Navarra, Aragón, Portugal, y Las Indias. Probó su hidalguía repetidas veces en todas las Órdenes Militares, la Iglesia, el Ejército, las Reales Compañías de Guardias Marinas, Ayuntamientos y Cabildos, etc., así como ante las Salas de Hijosdalgo de las dos Chancillerías españolas y en las Reales Audiencias de la Monarquía de España, tanto europeas como americanas. Sus descendientes enlazaron con la realeza y las más importantes familias nobles, formando las estirpes de los Carrillo de Acuña (de Cuenca & de Burgos), Carrillo de Albornoz, Carrillo de Castilla, Carrillo de Córdova, Carrillo de Figueroa, Carrillo de Guzmán, Carrillo de Mendoza, Carrillo de Peralta, Carrillo de Toledo, y otras de no menor prosapia. Personalidades del linaje Carrillo fueron agraciadas por los Reyes de España con varios títulos nobiliarios de los diferentes reinos de la Monarquía Católica, entre los que destacan: el condado de Priego, concedido en 1465 en tierras de Molina y Cuenca, con Grandeza de España (1714/1732) de inmemorial; el marquesado de Falces (1513), en Navarra; el condado de Pinto (1624); los marquesados de Torralba y Bonanaro (1630), en Cerdeña; el marquesado de Villafiel (1665); el ducado de Montemar (1735), con G. de E. de primera clase; el condado de Montemar (1747), indiano del Perú; el marquesado de Alcocébar (1752); el marquesado de Senda Blanca (1878). En 1990, fue rehabilitado el condado de Monteblanco por los peruanos Carrillo de Albornoz de Lima, después de haberles usurpado el condado de Montemar terceros de peor derecho.
Una rama establecida en las Islas Canarias y que, posteriormente, pasó a Cuba dio origen a los Carrillo de Albornoz que rehabilitaron en 1867 el marquesado de Casa Torres [Véase Reina Fabiola de Bélgica], y a los Carrillo Tablas, de Orizaba (Veracruz). En la Nueva España del siglo XVIII, se hallan tanto los Carrillo de Albornoz y Archer, que se establecieron en Antequera de Oaxaca, como los Carrillo de San Diego, en el Camino Real de la Alta California. Otra rama procedente del solar burgalés y de la conquense Casa de Albornoz, establecida en el Campo de Calatrava desde principios del siglo XVI, es la de los Carrillo de Albornoz de la ciudad de Daimiel (Ciudad Real). En la soriana villa de Vinuesa, de la Cañada Real Galiana, asentaron solar los Carrillo en el siglo XV; ostentando, desde el siglo XIX, el Marquesado de la Vilueña y la Baronía de Velasco.
La doble etimología y el significado del apellido  lo esclarece don Sebastián de Covarrubias: Apellido noble en España, y dicen haber traído origen de dos caballeros hermanos que se amaban mucho, y siempre en las batallas y reencuentros peleaban juntos, y eran muy valientes. Contando, pues, sus hazañas decían: "Los Carrillos (que vale por los hermanos queridos) han hecho esto". Y por antonomasia les llamaban los Carrillos, por estar tan unidos [como los de la cara] y conformes en sus acciones. Godoy y Alcántara en su Ensayo sobre los apellidos castellanos (Madrid, 1871) dice que es apellido derivado del parentesco, sinónimo de hermano. El maestro Coromines, en su Diccionario Crítico Etimológico de la Lengua Castellana,  dice que en el Códex ALEX. O, 444c para ganar batallas "...mester ha punnos duros, 'carriellos' denodados", aludiendo a la quijada como símbolo del atrevimiento varonil.

## Armas heráldicas
Precisamente, uno de los documentos más antiguos conservado de los tiempos medievales del linaje es un sello heráldico de cera del año 1270 pendiente de una carta original de Rodrigo Alfonso Carriello. Campea en el sello un castillo de tres torres... La señal parlante del reino es, pues, el blasón del linaje: el castillo real de Castilla; hay que precisar, empero, que dicho castillo de oro puede figurar con diferentes esmaltes en el campo y aventanado. En consecuencia, concordes todos los nobiliarios y armoriales en que las armas propias del linaje traen escudo español, compuesto en dos formas y maneras:
- De gules, un castillo de oro, donjonado, mazonado de sable y aclarado de azur.

Así la rama troncal de Burgos y Cuenca. Los Carrillo de Albornoz tienen escudo partido: en la primera partición, las armas anteriores, y en la segunda, en campo de oro, una banda de sinople, que es Albornoz. Los Carrillo de Córdoba traen escudo partido: primero, de Carrillo, y segundo, de oro, tres fajas de gules por Córdoba. Los Carrillo de Mendoza ostentan 1.º, escudo de Carrillo; partido, 2.º, de sinople, con la banda de oro cargada de una cotiza de gules por Mendoza antigua.
- De azur, y un castillo de oro, donjonado, mazonado de sable y aclarado de gules.

Del solar de Tordómar (Burgos), cuyos principales descendientes son los Carrillo de Acuña (ss. XV-XIX). Los Carrillo de Toledo, y los de Murcia, y algunos Carrillos de Daimiel, Cuba, etc.
El académico Faustino Menéndez Pidal ha establecido que las armas reales pueden llevarse por descendencia probada de la Familia Real, por homenaje, o por expresa concesión regia. El caso de las armas de los Carrillo, idénticas a las de Castilla, sería por razón de oficio; el vasallo traería las armas de su señor en homenaje, haciéndose luego hereditarias en la descendencia del Oficial de la Casa y Corte del Rey.